# Fossingfjorden
Fossingfjorden er en fjord på grænsen mellem kommunerne Kragerø og Bamble i Vestfold og Telemark fylke i Norge. Den har indløb mellem Stavnes i syd og Hovet i nord, og går 3,5 kilometer i nordvestlig retning til fjordbunden ved Fossing.